# Szelídgesztenye (faanyag)
A szelídgesztenye közepesen kemény lombos faanyag, a szelídgesztenyefa (Castanea sativa) anyaga.

## Az élő fa
A szelídgesztenye mediterrán flóraelem. Hegy- és dombvidéki fafaj. Az éghajlati szélsőségeket rosszul viseli, enyhe klímát, meleget, közepes páratartalmat kíván. Fagyálló. Mély, agyagos, agyagos-homok vagy gyengén kötött talajon fejlődik jól. A félárnyékot tűri, de fényigényes. 70…80 éves koráig gyorsan nő. Hosszú életű fa.
Magassága 15…35 m  körüli. Kérge fiatalon sokáig sima, sötét olajzöld, később fehér foltos, idősebb korban repedezett, a repedések között lapos kéregcserepek vannak. A repedések és a kéreg keresztmetszete fahéj színű. A kéreg háncsrésze sűrűn rétegezett. Kéregvastagsága 1…5 cm.

## A faanyag
A szíjács piszkos-sárgásfehér, a geszt sárgásbarna, szemre a tölgyhöz nagyon hasonló. Edényeinek elrendezése, gyűrűs likacsai szintén a tölgyekre emlékeztetnek. Megkülönböztető jegye, hogy a bélsugarai viszont olyan kicsik, hogy alig láthatók. Nagy a csersav- és gyantatartalma.

## Felhasználása
SzárításMég kíméletes szárítás esetén is repedésre, vetemedésre hajlamos.
MegmunkálásMinden eljárással könnyen megmunkálható. Jól hasítható.
RögzítésKönnyen szegezhető, csavarozható. Minden ragasztási technológiával jól ragasztható.
FelületkezelésJól pácolható, jól lakkozható. Gesztje fémmel érintkezve foltosodik. Vasvegyületek vizes oldatával csaknem feketére színezhető.
TartósságGesztje magas csersavtartalma miatt tartós, szíjácsa nem. A geszt élettartama szabadban kb. 80 év, nedvességben kb. 500 év, állandóan szárazon kb. 1300 év.
A magasépítésben, vízépítésben, hajóépítésben, bútorgyártásban, illetve talpfának, vezetékoszlopnak, hordónak használják. Cellulózt és cserzőanyagot is állítanak elő belőle. Faragásra, esztergályozásra alkalmas.